# Fibonacci-tal
Fibonacci-tal fik deres navn i 1800-tallet, af Edouard Lucas, og er opkaldt efter den italienske matematiker Leonardo Fibonacci.
Fibonacci-tallene er betegnelsen for de tal som findes i følgen
```
0, 1, 1, 2, 3, 5, 8, 13, 21, 34, 55, 89, 144, 233, 377, 610, 987, 1597, 2584, 4181, 6765, 10946, 17711, 28657, 46368, 75025, 121393, 196418, 317811, 514229, 832040, 1346269, 2178309, 3524578, 5702887, 9227465, 14930352, 24157817, 39088169, 63245986, 102334155, 165580141, 267914296, 433494437, 701408733, 1134903170, ... 
```

Fra og med det tredje fremkommer tallene som summen af de to foregående tal i følgen: 
1 = 1 + 0  
2 = 1 + 1
3 = 2 + 1 
5 = 3 + 2 osv. 
Når {\displaystyle F_{n}} betegner det {\displaystyle n}'te Fibonacci-tal, er følgen altså fastlagt ved følgende rekursive definition:
{\displaystyle F_{n}=F_{n-1}+F_{n-2},\!\,}  for {\displaystyle n\geq 2}
Med startværdierne:
{\displaystyle F_{0}=0,\;F_{1}=1.}
Man kan se tallenes sammenhæng ved at se på kvadratet:
| 1 | 1 | 2 | 3 | 5  | 8  | 13  | 21  | 34   | 55   |
| - | - | - | - | -- | -- | --- | --- | ---- | ---- |
| 1 | 1 | 4 | 9 | 25 | 64 | 169 | 441 | 1156 | 3025 |

1 + 1 + 4 = 6 = 2 × 3
1 + 1 + 4 + 9 = 15 = 3 × 5
1 + 1 + 4 + 9 + 25 = 40 = 5 × 8
1 + 1 + 4 + 9 + 25 + 64 = 104 = 8 × 13 
1 + 1 + 4 + 9 + 25 + 64 + 169 = 273 = 13 × 21
1 + 1 + 4 + 9 + 25 + 64 + 169 + 441 = 714 = 21 × 34
1 + 1 + 4 + 9 + 25 + 64 + 169 + 441 + 1156 = 1870 = 34 × 55
1 + 1 + 4 + 9 + 25 + 64 + 169 + 441 + 1156 + 3025 = 4895 = 55 × 89
Det er sammenhæng mellem talrækken og det gyldne snit, som også kaldes phi, der er en naturlig konstant på ca. 1,618034 Her skal divisionen mellem de seneste to tal fra rækken benyttes. Jo højere i rækken divisionen forekommer, des tættere på phis værdi er man.
2, 3 → 3 / 2 = 1,5
3, 5 → 5 / 3 = 1,666...
5, 8 → 8 / 5 = 1,6
8, 13 → 13 / 8 = 1,625
13, 21 → 21 / 13 = 1,615...
21, 34 → 34 / 21 = 1,619...
34, 55 → 55 / 34 = 1,6176...
55, 89 → 89 / 55 = 1,61818...
Talrækken blev første gang beskrevet i 1202 af den italienske matematiker Fibonacci, men har nok været kendt længe før. Tallene kan relateres til en simpel model for populationers udvikling: Et kaninpar avler hvert år to unger, en han og en hun. Afkommet formerer sig også, men først efter to drægtighedsperioder. Begynder man med to unger, haves 1 par i år 1, og i år 2 er der stadig kun 1 par. I år 3 får det første par unger, og der er nu 2 par. I år 4 får det første par igen unger, og der er nu 3 par. I år 5 får det første par og deres unger unger, og der er nu 5 par. Hvert år øges antallet af kaninpar med det antal par som er fødedygtige, altså de par som allerede fandtes for to år siden. Antallet af par i et givet år, er derfor lig med summen af antallet af par i de to foregående år. Modellen tager ikke hensyn til aldring og fødeknaphed, men den kan faktisk bruges til at simulere udviklingen af unge populationer af encellede organismer der formerer sig ved celledeling.
Fibonacci-tallene har følgende mærkelige egenskab: Deles et Fibonacci-tal med det foregående i følgen, fremkommer et forhold som nærmer sig det gyldne snit når man bevæger sig frem i følgen. Med andre ord konvergerer {\displaystyle {\frac {F_{n}}{F_{n-1}}}} mod {\displaystyle {\frac {{\sqrt {5}}+1}{2}}\simeq 1,618...} når {\displaystyle n\rightarrow \infty }. Fibonacci-tallene kan endvidere genfindes i visse naturlige spiralmønstre, f.eks. når man tæller frø i solsikkeblomster, skæl i kogler eller buketter i blomkålshoveder.
Der er udgivet tabeller over Fibonacci-tal. Vil man benytte definitionen i det foregående til at beregne Fibonacci-tal, støder man ind i den vanskelighed at rekursionsformlen forudsætter kendskab til alle de foregående tal i følgen. Det er overkommeligt så længe {\displaystyle n} er lille, men tidskrævende hvis man f.eks. ønsker at beregne {\displaystyle F_{1000}}. For store værdier af {\displaystyle n} kan man i stedet anvende følgende ikke-rekursive formel for det n'te Fibonacci-tal (se udledning af formlen i afsnit om Fibonacci-tal i Det gyldne snit):
{\displaystyle F_{n}={\frac {1}{\sqrt {5}}}\left(\left({\frac {1+{\sqrt {5}}}{2}}\right)^{n}-\left({\frac {1-{\sqrt {5}}}{2}}\right)^{n}\right)}

## Bevis for den eksplicitte formel
Formlen for det n'te Fibonacci-tal ved høje n-værdier er givet ved:
{\displaystyle F_{n}={\frac {1}{\sqrt {5}}}\left(\left({\frac {1+{\sqrt {5}}}{2}}\right)^{n}-\left({\frac {1-{\sqrt {5}}}{2}}\right)^{n}\right)}
Dette kan bevises på flere måder.

### Bevis ved det gyldne snit
For beviset ved brug af det gyldne snit, se artiklen Det gyldne snit.

### Bevis vedmatrix-regning
Man kan også bevise formlen for Fibonacci-følgen ved at definere en vektor med det n'te Fibonacci-tal som komposant og derudfra finde en formel for komposanten.